# New Jeans (EP)
New Jeans는 대한민국의 걸 그룹 NewJeans의 데뷔 EP이다. 2022년 8월 1일 하이브 코퍼레이션의 자회사인 ADOR에서 발매되었다. 민희진, 250, 박진수가 프로듀싱한 이 EP는 신스팝과 R&B의 영향을 받았으며 1990년대와 2000년대의 음악 스타일 요소를 더했다. "Attention", "Hype Boy", "Cookie"는 싱글로 발매되었다.
음악 평론가들은 일반적으로 이 EP의 음악 스타일에 대해 호평했으며, 이를 탄탄한 데뷔작으로 평가했다. 롤링 스톤은 연말 목록에서 이 앨범을 2022년 최고의 앨범 중 하나로 선정했다. 대한민국에서 New Jeans는 써클 앨범 차트에서 1위를 차지했으며 한국음악콘텐츠협회로부터 밀리언 인증을 받았다. 또한 크로아티아, 독일, 헝가리, 일본 차트에도 진입했다.

## 배경 및 발매
NewJeans의 라인업은 2022년 3월 하이브 코퍼레이션의 자회사 레이블인 ADOR (All Doors One Room)에서 확정된 것으로 알려졌다. 그룹은 SM 엔터테인먼트의 전 시각 이사이자 하이브의 전신인 빅 히트 엔터테인먼트의 최고 브랜드 책임자(CBO)였던 민희진의 지휘 아래 만들어졌다. 2022년 7월 22일, 그룹의 라인업에 대한 사전 발표 없이 "Attention"과 뮤직 비디오가 공개되었다. 이 싱글에 이어 4개의 트랙을 포함하고 그 중 2개가 추가 싱글로 발매될 예정인 데뷔 동명 EP가 발표되었다.
EP의 선주문은 7월 25일에 시작되었다. "Hype Boy"는 7월 23일에 두 번째 싱글로 발매되었으며, 멤버들을 공개하는 50초짜리 클립과 각 멤버에게 맞춤화된 4개의 추가 뮤직 비디오가 같은 날 공개되었다. 이틀 후, "Hurt" 트랙의 뮤직 비디오가 공개되었다. 8월 1일, 그룹은 세 번째 싱글인 "Cookie"의 마지막 뮤직 비디오를 공개했으며, 같은 날 EP의 디지털 발매가 이어졌다. EP는 8월 8일에 실물로 배포되었다. 민희진은 4개의 트랙으로 구성된 EP에 3개의 싱글이 포함된 것에 대해 음악에 대한 "자신감"과 "리드 싱글만이 모든 관심을 받는 것이 너무 아쉽다"는 점 때문이라고 설명했다.

## 음악 스타일
New Jeans는 1990년대와 2000년대의 음악 스타일을 통합하며, 주로 팝과 R&B를 중심으로 한다. 한국 디스패치에 글을 쓰는 음악 평론가 김도헌은 이 EP를 신스팝과 힙합/R&B의 결합으로 특징지었다. 이 노래들은 부드러운 비트와 분위기 있는 신시사이저로 구성되어 있다. "Attention"은 메이저 코드와 마이너 코드 사이의 조바꿈이 있는 미니멀한 2000년대 R&B 악기 구성을 특징으로 한다. "Hype Boy"는 1990년대 R&B 요소와 리듬의 뭄바톤이 가미된 경쾌한 퓨처 베이스 곡이다. "Cookie"는 박동하는 신시사이저, 흔들리는 베이스라인, 희미한 808 킥이 있는 팝-R&B 트랙이다. 브리지는 저지 클럽 요소를 통합한다. 마지막 곡인 "Hurt"는 그루브한 드럼에 기반을 둔 부드러운 R&B 트랙이다.

## 평가
| 전문가 평가 | 전문가 평가 |
| 평가 점수   | 평가 점수   |
| 출처        | 점수        |
| ----------- | ----------- |
| IZM         | [ 17 ]      |
| NME         | [ 18 ]      |

NME의 카르멘 친은 별 5개 중 3개를 주며 "음악적 능력과 레이블의 과감한 예술적 비전으로 NewJeans는 선구자로서 밝은 미래를 위한 탄탄한 기반을 마련하는 데 성공했다"고 평했다. 피치포크의 조슈아 민수 김은 "NewJeans의 런칭은 올해 K-pop에서 가장 정교한 캠페인이었다"고 쓰며, 이 EP를 "90년대와 00년대에 영향을 받은 R&B 프로덕션의 호화롭고 스타일리시한 컬렉션"이라고 평했다. 2022년 12월, 롤링 스톤은 이 EP를 2022년 최고의 앨범 100선 중 46위로 선정하며, 이 EP를 "독특한 사운드와 신선한 시각적 구성 요소를 가지고 있으며, 이 밴드에 잘 어울리고 반복 재생을 보장하는 90년대 팝 미학에 크게 의존하고 있다"고 묘사했다.
| 출판사    | 목록                               | 순위 | 참고.  |
| --------- | ---------------------------------- | ---- | ------ |
| Billboard | 2022년 최고의 K-Pop 앨범 25        | 15   | [ 20 ] |
| EBS       | 한국 대중음악 명반 100 (2004–2023) | 포함 | [ 21 ] |
| Idology   | 올해의 앨범 20선                   | 포함 | [ 22 ] |
| 롤링 스톤 | 2022년 최고의 앨범 100선           | 46   | [ 23 ] |
| Uproxx    | 2022년 최고의 K-pop 앨범           | 포함 | [ 24 ] |

## 수상 및 후보
| 연도 | 시상식                 | 부문                      | 결과 | 참고.  |
| ---- | ---------------------- | ------------------------- | ---- | ------ |
| 2022 | Asian Pop Music Awards | 최우수 신인상 (해외)      | 후보 | [ 26 ] |
| 2022 | 멜론 뮤직 어워드       | 올해의 앨범상             | 후보 | [ 27 ] |
| 2023 | 써클차트 뮤직 어워즈   | 올해의 신인상 – 실물 앨범 | 후보 | [ 28 ] |
| 2023 | 한국대중음악상         | 올해의 음반               | 후보 | [ 29 ] |
| 2023 | 한국대중음악상         | 최우수 K-Pop 음반         | 수상 | [ 30 ] |

## 상업적 성과
7월 28일, New Jeans의 선주문이 44만 4천 장을 돌파하여, 한국 걸그룹 데뷔 앨범 역사상 최고 선주문 기록을 경신했다고 발표되었다. New Jeans 발매 후, 모든 트랙은 멜론, 지니, 벅스, 바이브 등 주요 국내 음원 차트에서 즉시 상위권을 차지했다. 발매 첫날, 이 EP는 스포티파이 코리아에서 206만 스트림을 달성하며 2022년 데뷔한 K-pop 걸 그룹 중 가장 많은 스트림을 기록했다. 싱글 "Attention"과 "Hype Boy"는 이틀 연속 한국 스포티파이 일간 차트 상위 2위에 올랐고, "Cookie"는 발매 이틀째에 3위를 기록했다. 해외에서는 세 싱글 모두 일본 최대 음악 사이트인 라인 뮤직의 실시간 차트에 진입했다. 발매 첫날에만 New Jeans는 총 262,800장 이상이 판매되어 같은 레이블 소속 르세라핌의 FEARLESS가 올해 5월 기록한 첫날 앨범 판매량 175,000장 기록을 경신했다.

## 프로모션
New Jeans 발매에 이어, NewJeans는 같은 날 유튜브에서 라이브 카운트다운을 진행하며 EP를 소개하고 팬들과 소통했다. 8월 4일, 그들은 Mnet의 M Countdown에서 데뷔 무대를 가졌으며, 세 곡의 리드 싱글을 모두 공연했다. 프로모션은 8월 5일 뮤직뱅크를 통해 이어졌으며, 그들은 "Attention"을 공연했다. 그리고 8월 7일 인기가요에서 5인조는 "Attention"과 "Cookie"를 공연했다. New Jeans 발매를 기념하기 위한 서울 더현대 팝업 스토어는 8월 11일부터 31일까지 문을 열고 New Jeans와 ADOR의 공식 머천다이징을 판매할 예정이다.

## 곡 목록
| #            | 제목          | 작사                   | 작곡                 | 편곡         | 재생 시간 |
| ------------ | ------------- | ---------------------- | -------------------- | ------------ | --------- |
| 1.           | 〈Attention〉 | Gigi Duckbay 다니엘    | 250 Duckbay          | 250          | 3:00      |
| 2.           | 〈Hype Boy〉  | Gigi Ylva Dimberg 하니 | 250 Ylva Dimberg     | 250          | 2:59      |
| 3.           | 〈Cookie〉    | Gigi Ylva Dimberg      | 박진수 Ylva Dimberg  | 박진수       | 3:55      |
| 4.           | 〈Hurt〉      | Gigi Amanda Lundstedt  | 250 Amanda Lundstedt | 250          | 2:57      |
| 총 재생 시간 | 총 재생 시간  | 총 재생 시간           | 총 재생 시간         | 총 재생 시간 | 12:52     |

## 차트
| 차트 (2022–2023)           | 최고 순위 |
| -------------------------- | --------- |
| 크로아티아 국제 앨범 (HDU) | 7         |
| 91                         |           |
| 36                         |           |
| 12                         |           |
| 일본 통합 앨범 (오리콘)    | 10        |
| 일본 핫 앨범 (빌보드 재팬) | 22        |
| 나이지리아 앨범 (턴테이블) | 94        |
| 대한민국 앨범 (써클)       | 1         |
| 6                          |           |
| 32                         |           |
| 6                          |           |

| 차트 (2022)          | 최고 순위 |
| -------------------- | --------- |
| 일본 앨범 (오리콘)   | 35        |
| 대한민국 앨범 (써클) | 4         |

| 차트 (2022)                      | 순위 |
| -------------------------------- | ---- |
| 대한민국 앨범 (써클)             | 34   |
| 대한민국 앨범 (써클) 위버스 앨범 | 60   |

| 차트 (2023)          | 순위 |
| -------------------- | ---- |
| 대한민국 앨범 (써클) | 49   |

## 인증
| 국가                        | 인증        | 판매량/출하량 |
| --------------------------- | ----------- | ------------- |
| 대한민국 (KMCA)             | 1× 밀리언   | 1,210,487     |
| 대한민국 (KMCA) 위버스 앨범 | 2× 플래티넘 | 544,743       |

## 발매 역사
| 지역     | 날짜            | 형식                     | 레이블      | 참고.  |
| -------- | --------------- | ------------------------ | ----------- | ------ |
| 전 세계  | 2022년 8월 1일  | 디지털 다운로드 스트리밍 | ADOR        | [ 54 ] |
| 대한민국 | 2022년 8월 1일  | 디지털 다운로드 스트리밍 | ADOR        | [ 54 ] |
| 전 세계  | 2022년 8월 8일  | CD                       | ADOR        | [ 55 ] |
| 미국     | 2023년 3월 23일 | CD                       | ADOR Geffen | [ 56 ] |

### 참고
1. ↑   홍콩 아시아 태평양 국제 그룹과 선웨이 레코드가 주최하는 아시안 팝 뮤직 어워드는 2019년 9월에 개설된 "아시안 팝 뮤직 차트"를 기반으로 수상자를 선정한다.[25]